# Vasilij Artem'ev
Vasilij Grigor'evič Artem'ev (in russo Василий Григорьевич Артемьев?; Mosca, 24 luglio 1987) è un rugbista a 15 russo, dal 2020 militante nel CSKA Mosca nel ruolo di tre quarti ala; ha rappresentato il suo Paese in due edizioni della Coppa del Mondo.

## Biografia
Nato a Mosca, compì parte degli studi superiori e quelli universitari a Dublino, in Irlanda, venendo anche convocato dalla rappresentativa giovanile irlandese nel 2005.
Tornato in Russia, dal 2008 a marzo 2011 militò nel VVA-Podmoskov'e, formazione moscovita con cui si aggiudicò tre Professional Rugby League consecutive; esordì in Nazionale russa nel febbraio 2009 in occasione di un incontro del campionato europeo 2008-10 a Lisbona contro il Portogallo; l'anno successivo prese parte alla Churchill Cup in Nordamerica, marcando almeno una meta in tutti i tre match in cui la Russia fu impegnata.
Da marzo 2011 è sotto contratto con gli inglesi del Northampton Saints e più avanti nell'anno è stato convocato nella selezione russa alla Coppa del Mondo di rugby 2011 in Nuova Zelanda.

## Palmarès
- Campionati russi: 4
VVA-Podmoskov'e: 2008, 2009, 2010
Krasnyj Jar: 2015